# Ленні (оповідання)
«Ле́нні» — науково-фантастичне оповідання американського письменника Айзека Азімова, вперше видано друком 1958 року в журналі «Infinity Science Fiction», входило до складу збірок «Інше про роботів» («The Rest of the Robots») (1964), «Все про роботів» («The Complete Robot») (1982) та «Мрії робота» («Robot Visions») (1990).

## Діючі особи
- Сьюзен Келвін — головний роботопсихолог корпорації «U.S. Robots and Mechanical Men, Inc.»
- Альфред Леннінг — керівник дослідницького відділу «U.S. Robots»
- Пітер Богерт — головний математик «U.S. Robots»
- Чарльз Рендоу — комп'ютерний технік
- Ленні — прототип робота серії LNE

## Короткий зміст
У спеціалізованій на виробництві роботів «U.S. Robots and Mechanical Men, Inc.» щотижня проводять екскурсії, аби змінити фобію людства до механічних помічників (т. зв. «Франкенштейнів комплекс»). Також ці прогулянки мали б збільшити зацікавленість людей у роботах і таким чином корпорація могла б знайти нових спеціалістів.
Під час однієї з екскурсій працівник забув закрити відповідальну комп'ютерну клавіатуру, на якій невдовзі встиг «попрацювати» 16-літній Мортімер Джексон, не маючи жодного поняття, що наробив. Саме тоді «U.S. Robots» виробляла серію роботів, що мали видобувати бор у поясі астероїдів. Через зміни, внесені Мортмімером, прототип LNE (Ленні), котрий ще був у розробці, у своїй поведінці став схожим на малу дитину. Маючи мовний центр, не може сформулювати відповідну тезу, цим випадком доручено зайнятися доктору Сьюзен Келвін.
Келвін не допускає ліквідації робота, на якій наполягають Ланнінг та Богерт — вони виступають за ліквідацію тому, що Ленні зламав руку працівникові корпорації Чарльзу Рендоу. Працівники лабораторії вирішили перевірити Ленні на адекватність реакції і Рендоу замахнувся, робот його відкинув.
Сьюзен приходить до висновку, що робот шкоду зробив не навмисне та не порушив Перший закон робототехніки — позаяк не зміг знати, наскільки крихке людське тіло. Ситуація навколо ушкодження може обернутися панікою людства та вимогами ліквідувати роботів, проте Сьюзен пропонує використати ситуацію для покращення становища. Для цього треба визнати, що праця з роботами не є цілком безпечною, як це намагається показувати керівництво «U.S. Robots», але цим кроком є можливість притягнути нових відважних дослідників — адже ризики містять у собі й інші людські експерименти, до прикладу — ядерні технології чи польоти в космос. Погоджуючись, Ланнінг та Богерт між собою приходять до висновку, що Келвін врятувала Ленні від знищення, як ніби це була її дитина — вона навчила його звати себе мамою.